# Escatocolo

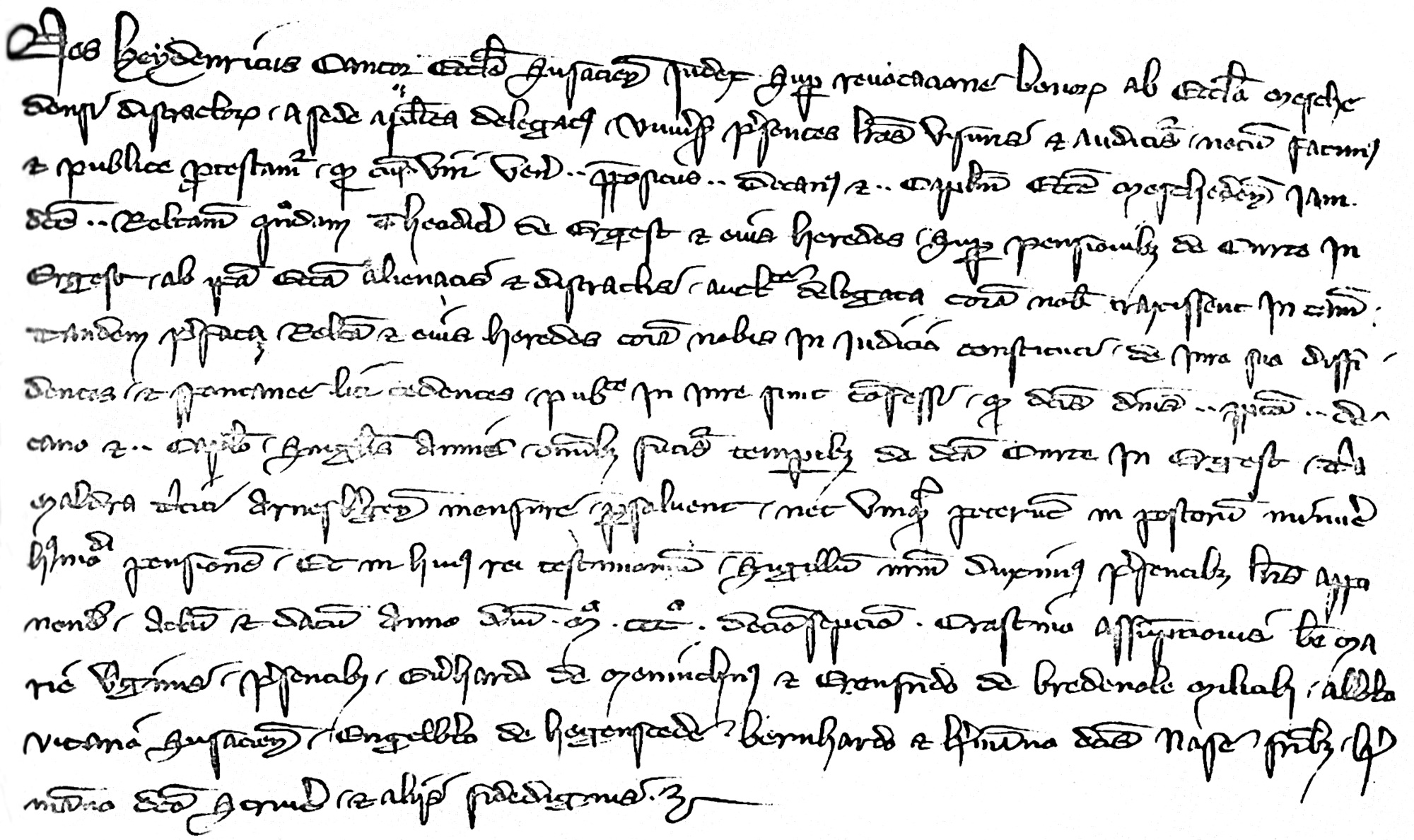
El escatocol de este documento de 1317 se traduce así: "Para dar testimonio de esto, creímos que teníamos que poner nuestro sello en este documento. Hecho y dado en 1317 al día siguiente de la Asunción de la Virgen María en presencia de los caballeros Everhard von Meiningsen y Erenfried von Bredenohl, el vicario Albert in Soest, Engelbert von Hegenscheid, los hermanos Bernhard y Hermann Nase, Hermann Schreiber y otros gente creíble."

El escatocolo (del gr. bizant. ἐσχατόκολλον lit. 'última hoja pegada en un manuscrito') es la parte final de un documento público o privado que, usualmente, contiene las fórmulas necesarias para su autenticación y datación. La expresión se acuñó para distinguir dentro del documento la parte inicial del texto y la conclusiva.
Según los diplomatistas, el escatocolo puede constar de las siguientes partes:
- Las subscripciones (lat. subscriptiones) que pueden ser las de los contrayentes, de los autores del documento, de los testigos o de los redactores u oficiales de la cancillería. En ocasiones son autógrafas (total o parcialmente).

- La datación (lat. datatio) con la indicación del momento es que se llevó a cabo el acto jurídico o la elaboración del documento.[1] A veces también se indica el lugar (datación tópica).